# Born in the U.S.A.
Born in the U.S.A er det syvende studiealbum af den amerikanske rock singer-songwriter Bruce Springsteen, udgivet den 4. juni 1984 af Columbia Records.
Born in the U.S.A. var det bedst sælgende album i 1985 i USA (og også Springsteens mest succesfulde album). 

## Trackliste
Alle sange er skrevet af Bruce Springsteen.

### Side et
1. . "Born in the U.S.A."
2. . "Cover Me"
3. . "Darlington County"
4. . "Working on the Highway"
5. . "Downbound Train"
6. . "I'm on Fire"

### Side to
1. . "No Surrender"
2. . "Bobby Jean"
3. . "I'm Goin' Down"
4. . "Glory Days"
5. . "Dancing in the Dark"
6. . "My Hometown"

## Medvirkende

### E Street Band
- Bruce Springsteen – forsanger, lead guitar, akustisk guitar
- Roy Bittan – klaver, synthesizer
- Clarence Clemons – saxofon, percussion
- Danny Federici – orgel, glockenspiel, klaver på "Born in the U.S.A."
- Garry Tallent – bass
- Steven Van Zandt – akustisk guitar, mandolin, harmony vokal

### Yderligere musikere
- Richie Rosenberg – støttevokal på "Cover Me" og "No Surrender"
- Ruth Davis – støttevokal på "My Hometown"

### Produktion
- Bob Clearmountain – mixing
- John Davenport – lydteknisk assistent
- Jeff Hendrickson – lydteknisk assistent
- Andrea Klein – design
- Bruce Lampcov – lydteknisk assistent
- Annie Leibovitz – fotograf
- Bob Ludwig – mastering
- Bill Scheniman – lydtekniker
- Toby Scott – lydtekniker
- Billy Straus – lydteknisk assistent
- Zoe Yanakis – lydteknisk assistent